# Monte Stephenson
O monte Stephenson é uma montanha na ilha Alexandre I, na Antártida. O seu cume tem 2987 m de altitude e é o ponto mais elevado da ilha.
O monte fica na parte central da cordilheira Douglas, na cabeceira do glaciar Toynbee e do glaciar Sedgwick a 8 milhas a oeste da enseada George VI, perto da costa oriental da Ilha Alexandre I.
A montanha foi provavelmente avistada pela primeira vez em 1909 pela Expedição Antártica Francesa sob comando de Charcot, mas não reconhecida como parte da cordilheira Douglas. Foi levantada topograficamente em 1936 por Stephenson, Fleming e Bertram, da British Graham Land Expedition (BGLE) sob comando de Rymill.